# The 100 Greatest Singers of All Time
Der Artikel The 100 Greatest Singers of All Time (englisch für Die 100 größten Sänger aller Zeiten) ist eine 2008 von der amerikanischen Pop-Zeitschrift Rolling Stone veröffentlichte Zusammenstellung der aus ihrer Sicht 100 größten Sänger der Rockgeschichte, also der Jahre von ca. 1950 bis zur Gegenwart. 99 der darin nach Rang Aufgelisteten stammen aus dem englischsprachigen Raum; die einzige Ausnahme ist Björk, obwohl auch sie ihre bekannten Songs auf Englisch singt.
Eine Auswahl enthält die folgende Liste.

## Entstehung
Die Zusammenstellung wurde von einer 179 Personen umfassenden Jury erstellt, deren Mitglieder selbst entweder Musiker oder Produzenten sind.
Neben den Sängern selbst wurden noch die entsprechenden Songs dazu veröffentlicht, die die Präsenz der Künstler unterstrichen, sogenannte Key-Tracks. Alle aufgelisteten Sänger stammen aus dem Bereich der Unterhaltungsmusik des 20. Jahrhunderts.

## Die Plätze 1–25
1. Aretha Franklin – (You Make Me Feel Like) A Natural Woman, Respect, I Never Loved a Man (The Way I Love You), Think, Chain of Fools
2. Ray Charles – What’d I Say, Pts. 1 & 2, I Got a Woman, You Don’t Know Me, Georgia on My Mind
3. Elvis Presley – Mystery Train, Hound Dog, Suspicious Minds
4. Sam Cooke – A Change Is Gonna Come, Bring It on Home to Me, You Send Me
5. John Lennon – I Feel Fine, Strawberry Fields Forever, Imagine, Instant Karma!
6. Marvin Gaye – What’s Going On, Let’s Get It On, I Heard It Through the Grapevine
7. Bob Dylan – Like a Rolling Stone, Lay Lady Lay, Visions of Johanna
8. Otis Redding – (Sittin’ On) The Dock of the Bay, These Arms of Mine, Try a Little Tenderness
9. Stevie Wonder – Superstition, Sir Duke, Signed, Sealed, Delivered I’m Yours
10. James Brown – I Got You (I Feel Good), Papa’s Got a Brand New Bag, The Payback, Give It Up or Turnit a Loose
11. Paul McCartney – Yesterday, Hey Jude, Let It Be, Maybe I’m Amazed
12. Little Richard – Tutti Frutti, Good Golly Miss Molly, Long Tall Sally
13. Roy Orbison – Oh, Pretty Woman, Only the Lonely (Know the Way I Feel), You Got It
14. Al Green – Let’s Stay Together, Love and Happiness, Tired of Being Alone
15. Robert Plant – Dazed and Confused, Immigrant Song, Sea of Love
16. Mick Jagger – Gimme Shelter, Sympathy for the Devil, (I Can’t Get No) Satisfaction
17. Tina Turner – Proud Mary, River Deep – Mountain High, What’s Love Got to Do with It
18. Freddie Mercury – We Are the Champions, Bohemian Rhapsody, We Will Rock You, The Show Must Go On
19. Bob Marley – No Woman, No Cry, Redemption Song, I Shot the Sheriff
20. Smokey Robinson – The Tracks of My Tears, You’ve Really Got a Hold on Me (the Miracles), Cruisin’ (solo)
21. Johnny Cash – Ring of Fire, I Walk the Line, Folsom Prison Blues
22. Etta James – At Last, Sunday Kind of Love, Tell Mama
23. David Bowie – Life on Mars?, Fame, Space Oddity, Heroes
24. Van Morrison – Brown Eyed Girl, Moondance, Tupelo Honey
25. Michael Jackson – I Want You Back (The Jackson Five), Billie Jean, Man in the Mirror (solo)